# Pedro Álvarez de Miranda de la Gándara
Pedro Álvarez de Miranda de la Gándara (Roma, 16 de setembre de 1953) és un filòleg espanyol, expert en lexicografia històrica i en història de la llengua espanyola.
Catedràtic de Llengua Espanyola de la Universitat Autònoma de Madrid, especialista en Lexicografia i Lexicologia. Va pertànyer durant tretze anys (1982-1995) al Seminari de Lexicografia de la Reial Acadèmia Espanyola encarregat de l'elaboració del Diccionario histórico de la lengua española, del que en va arribar a ser sotsdirector en funcions de director. Va ser escollit membre de la pròpia Reial Acadèmia Espanyola el 22 d'abril de 2010, on ocupa la butaca Q, vacant des de la mort, al maig de 2009, del psiquiatre i escriptor Carlos Castilla del Pino. El seu discurs d'ingrés en l'Acadèmia va consistir precisament en un recorregut pels discursos dels seus 263 predecessors, des que en 1847 es va implantar aquest ritual.
És fill de Ángel Álvarez de Miranda (1915-1957), catedràtic d'Història de les Religions de la Universitat Central de Madrid i de Consuelo de la Gándara (1920-1986), professora d'italià de la Universitat Complutense de Madrid.